# Ádám Kósa

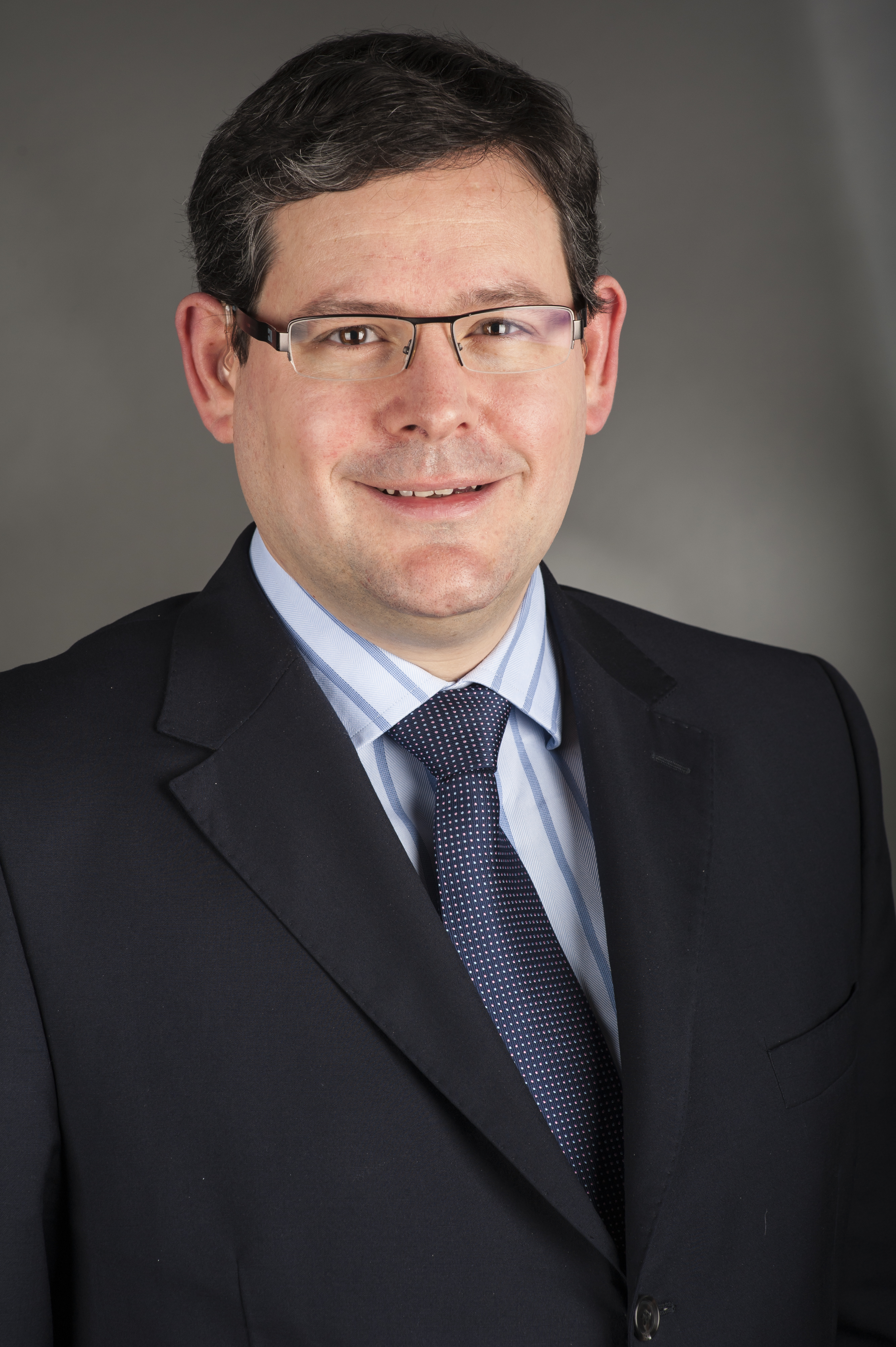
Ádám Kósa é um político húngaro e faz parte do Parlamento Europeu.

Ádám Kósa (nascido em 1 de julho de 1975) é um político húngaro e membro do Parlamento Europeu (MEP) da Hungria. Ele é membro do Fidesz, parte do Partido Popular Europeu.
Ele é o primeiro político europeu surdo a usar língua de sinais no Parlamento Europeu.